# نهاد محمد
نهاد محمد عويد وطيف (14 يناير 2001) هو لاعب كرة قدم العراق يلعب في مركز الجناح الأيسر مع نادي الكهرباء في دوري نجوم العراق.

## السيرة المهنية

### بداية مسيرته المهنية وفترات الإعارة
نهاد ينحدر من مدينة الحلة في محافظة بابل. انضم وهو صغير إلى صفوف شباب نادي القوة الجوية. وفي عام 2020، انضم إلى نادي القاسم على سبيل الإعارة قصيرة الأجل. سجل هدفه الاحترافي الأول أمام نادي نفط البصرة. وبعد فترى انضم إلى نادي الديوانية لبقية الموسم. وفي الموسم الآخر، انضم إلى نادي نفط ميسان على سبيل الإعارة. في 27 ديسمبر 2021، سجل هدفه الأول للنادي ضد نادي الطلبة. كان عنصرًا أساسيًا في الفريق حيث أنهى فريقه في المركز الثاني عشر.

## روابط خارجية
- كووورة